# Cazarma pompierilor din Iosefin
Cazarma pompierilor din Iosefin este o clădire monument istoric din Timișoara, proiectată László Székely în stilul anilor 1900. A fost construită în cartierul Iosefin, lângă vechea remiză a pompierilor (această remiză se vede în partea stângă a imaginii din caseta articolului) pe locul vechiului turn de veghe. Actual este sediul Detașamentul 2 de Pompieri Timișoara.

## Istoria pompierilor din Timișoara
În Timișoara, primul regulament pentru pompieri datează din 13 martie 1774 și conținea instrucțiuni de prevenire a incendiilor specifice Timișoarei și prevederi privind organizarea intervenției. În 1801 cetățenii Timișoarei sunt obligați printr-o dispoziție a magistratului orașului să respecte și să ia toate măsurile împotriva focului și să repare și să întrețină în stare bună toate fântânile. În 1813 este elaborat un document în care se face descrierea și modul de folosire al stingătoarelor. La 9 februarie 1834 sunt precizate măsurile de evitare a incendiilor în clădirea teatrului din Timișoara și a sălii de bal, considerate locuri cu pericol de incendiu sporit..
La 22 august 1869 au fost înființate brigăzi de pompieri voluntari în cartierele Iosefin, Elisabetin și Fabric, iar în 1893 și în Mehala.La reorganizarea celor trei corpuri din Fabric, Iosefin și Cetate, în anul 1877, ele au păstrat o autonomie proprie, dar s-a putut coordonat mai bine activitatea lor. Sediile celor trei corpuri aveau paze permanente și au fost legate prin linii telefonice proprii, corpurile au fost înzestrate cu instrumente de stingere standardizate, iar instruirea pompierilor a fost executată după aceleași metode.. Aceste brigăzi dispuneau de medici și avocați și, în afară de stingerea incendiilor, aveau sarcini în cazul demolărilor și pentru salvarea oamenilor și a bunurilor.
La 24 august 1870 poliția elaborează instrucțiuni prin care interzicea depozitarea lemnelor și a paielor în poduri, trecerea străzilor cu facle, aprinderea țigărilor în incinta teatrului, pârlitul porcilor, aprinderea focurilor de paie și iarbă uscată, lăsarea lumânărilor aprinse în case. Atelierele de meseriași trebuiau dotate cu pompe, butoaie de apă, scări, găleți și căngi, iar participarea cetățenilor la stingerea incendiilor era obligatorie.Din 1890 trebuiau dotate și locuințele cu mijloace de stingere (butoaie, găleți, scări, târnăcoape).
Compania de pompieri din Iosefin avea rezultate foarte bune, ca urmare în 1904 primăria a hotărât construirea unei cazărmi noi, alături de vechea remiză. Construcția a început în luna iulie 1905 și a costat în jur de 84 000 de coroane (echivalent 25 kg aur). A fost inaugurată la 1 iunie 1906. Clădirea, în funcțiune și astăzi, are un corp principal și corpuri laterale. La parter se aflau remizele trăsurilor și patru grajduri pentru cai. La primul etaj se găseau încăperile comandantului, cele pentru odihnă și sala de așteptare a pompierilor, iar la al doilea diferite depozite și un rezervor cu apă pentru umplerea cisternelor. Turnul de veghe domina cartierul și întreaga zonă de vest a orașului.
La 2 noiembrie 1920 a ars teatrul comunal, iar în ziua următoare atelierul societății Tramvaiele Comunale Timișoara. Aceste incendii au arătat că serviciul de pompieri era depășit. Deși primăria a suplimentat corpul pompierilor voluntari cu 40 de pompieri permanenți și de meserie, plătiți, echipați și înzestrați de către primărie, totuși, în 1928 s-a hotărât renunțarea la pompierii voluntari, corpul de pompieri urmând să fie format exclusiv din pompieri de meserie, înzestrat corespunzător. În urma aprobării de către Ministerul Afacerilor Interne, primăria a organizat Serviciul Pompierilor, având 80 pompieri și 2 ofițeri.
În 1936 Ministerul Afacerilor Interne a dispus militarizarea pompierilor din Timișoara. La data de 1 iunie 1936 ia ființă Compania de Pompieri Militari Timișoara cu un efectiv de: 1 căpitan, 2 ofițeri subalterni, 8 subofițeri și 80 soldați. Compania a luat în folosință cazărmile, mașinile și uneltele, care aparțineau primăriei și fuseseră folosite până atunci de pompierii primăriei.. În acel moment pompierii dispuneau de 3 cazărmi: cea din Iosefin, o cazarmă în Cetate, pe amplasamentul actual al Casei Adam Müller Guttenbrunn, și una în Fabric, lângă biserica greco-catolică. Actual aceste două ultime cazărmi nu mai există.

Cazărmile pompierilor la începutul secolului al XX-lea
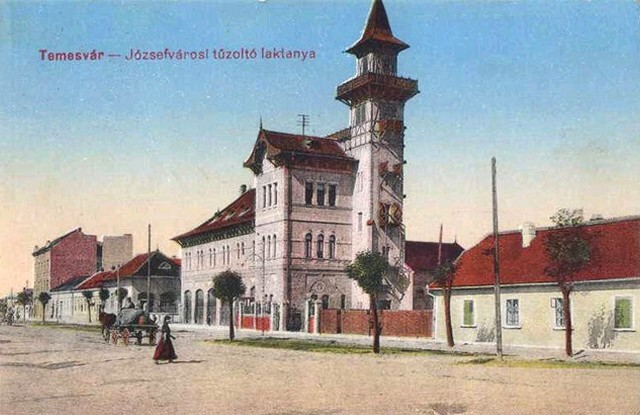
Cazarma din Iosefin în 1912
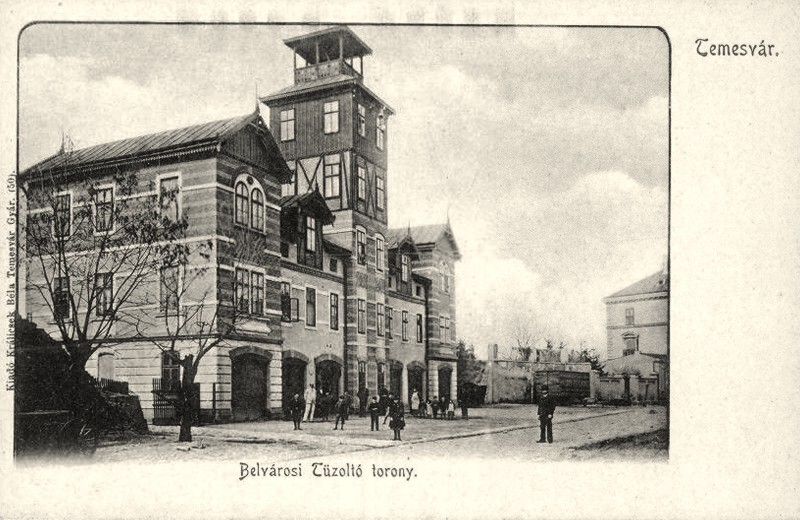
Cazarma din Cetate la 1900
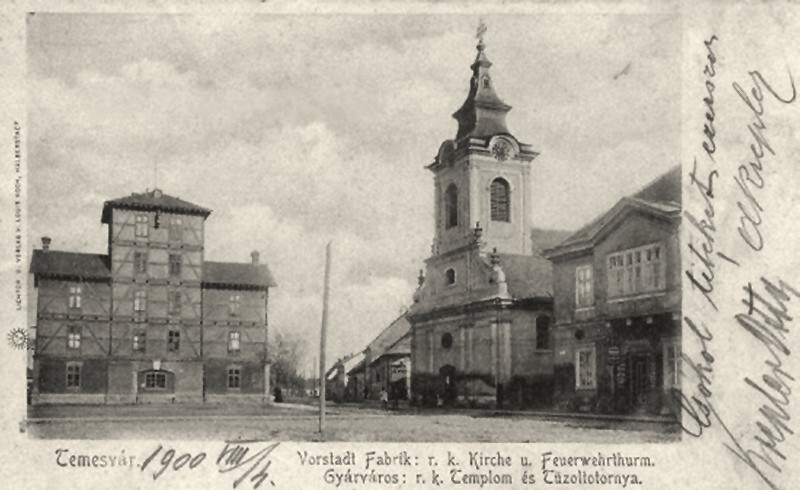
Cazarma din Fabric la 1900

După al Doilea Război Mondial pompierii sunt organizați în Grupul de Pompieri „Banat”, care în decembrie 2004 a fuzionat cu Inspectoratul de Protecție Civilă din Timiș, formând Inspectoratul pentru Situații de Urgență „Banat”. Actual, în Timișoara există două detașamente de pompieri, Detașamentul 1 de Pompieri Timișoara, cu sediul pe strada Înfrățirii, nr. 13, și Detașamentul 2 de Pompieri Timișoara, cu sediul în cazarma din Iosefin.